# Sylvichadsia
Sylvichadsia es un género de plantas con flores  perteneciente a la familia Fabaceae. Comprende 17 especies descritas y de estas, solo 5 aceptadas.

## Taxonomía
El género fue descrito por Du Puy & Labat y publicado en Adansonia, série 3, 20(1): 165. 1998.
Etimología
Sylvichadsia: nombre genérico  

## Especies aceptadas
A continuación se brinda un listado de las especies del género Sylvichadsia aceptadas hasta mayo de 2015, ordenadas alfabéticamente. Para cada una se indica el nombre binomial seguido del autor, abreviado según las convenciones y usos.	
- Sylvichadsia grandidieri (Baill.) Du Puy & Labat
- Sylvichadsia grandiflora (R.Vig.) Du Puy & Labat
- Sylvichadsia grandifolia (R.Vig.) Du Puy & Labat
- Sylvichadsia macrophylla (R.Vig.) Du Puy & Labat
- Sylvichadsia perrieri (R.Vig.) Du Puy & Labat